# Lytta chloris
Lytta chloris är en skalbaggsart som först beskrevs av Henry Clinton Fall 1901.  Lytta chloris ingår i släktet Lytta och familjen oljebaggar. Inga underarter finns listade i Catalogue of Life.